# Sergio Souza
Sergio Souza, vollständiger Name Sergio Sebastián Souza Pisano, (* 7. Mai 1985 in Montevideo) ist ein uruguayischer Fußballspieler.

## Karriere
Der 1,66 Meter große Offensivspieler Souza gehörte zu Beginn seiner Karriere von 2006 bis Mitte 2007 zunächst der Reservemannschaft und sodann bis in den Januar 2010 dem Profiteam River Plate Montevideos an. Bei den Montevideanern bestritt er 37 Spiele in der Primera División und schoss 15 Tore sowie jeweils zwei Partien in der Copa Sudamericana 2008 (ein Tor) und 2009. In der Clausura 2010 wurde er an die Montevideo Wanderers ausgeliehen und kam zu acht Erstligaeinsätzen, bei denen er einen Treffer erzielte. Nach Rückkehr zu River Plate Montevideo lief er dort in der Apertura 2010 – jeweils persönlich torlos – in sechs weiteren Begegnungen der höchsten uruguayischen Spielklasse und einem Spiel der Copa Sudamericana 2010 auf. Ab Mitte Januar 2011 spielte er auf Leihbasis für Central Español. Zwölf Erstligaeinsätzen (zwei Tore) in der Clausura 2011 folgten die Mitwirkung in 23 Partien der Segunda División. 13-mal traf er dabei ins gegnerische Tor. Im Januar 2013 schloss er sich CD Olmedo an. Die Einsatzstatistik weist für ihn bei den Ecuadorianern fünf Tore und 21 Erstligaspiele aus. In der Clausura 2013 bestritt er im Rahmen eines erneuten Engagements bei Central Español fünf weitere Erstligabegegnungen und zeichnete sich zweimal als Torschütze aus. In der zweiten Julihälfte 2013 wechselte er zu TU Ambato. Beim ecuadorianischen Zweitligisten stehen drei Tore in zehn Ligaspielen für ihn zu Buche. Ende April 2014 verpflichtete ihn der Canadian Soccer Club. Dort schoss er zwei Tore bei fünf Zweitligaeinsätzen. Innerhalb der Liga wechselte er Mitte September 2014 zum Club Atlético Progreso, den er nach einem Tor in 19 Ligaspielen im Januar 2016 zugunsten der Rampla Juniors verließ. Beim Klub aus Montevideo kam er in der Clausura 2016 achtmal (zwei Tore) in der zweithöchsten uruguayischen Profiliga zum Einsatz. Seit Mitte Juli 2016 gehört er dem Kader des salvadorianischen Erstligisten Santa Tecla an. Bislang (Stand: 2. April 2017) lief er 18-mal in der Liga auf und erzielte drei Treffer.